# Episodi de Il carissimo Billy (seconda stagione)
La seconda stagione della serie televisiva Il carissimo Billy è stata trasmessa in anteprima negli Stati Uniti d'America dalla CBS tra il 2 ottobre 1958 e il 25 giugno 1959.
| nº | Titolo originale            | Titolo italiano       | Prima TV USA     | Prima TV Italia |
| -- | --------------------------- | --------------------- | ---------------- | --------------- |
| 1  | Beaver's Poem               | La Poesia             | 2 ottobre 1958   |                 |
| 2  | Eddie's Girl                |                       | 9 ottobre 1958   |                 |
| 3  | Ward's Problem              |                       | 16 ottobre 1958  |                 |
| 4  | Beaver and Chuey            |                       | 23 ottobre 1958  |                 |
| 5  | The Lost Watch              | L'orologio smarrito   | 30 ottobre 1958  |                 |
| 6  | Her Idol                    |                       | 6 novembre 1958  |                 |
| 7  | Beaver's Ring               | L'anello d'oro        | 13 novembre 1958 |                 |
| 8  | The Shave                   |                       | 20 novembre 1958 |                 |
| 9  | The Pipe                    |                       | 27 novembre 1958 |                 |
| 10 | Wally's New Suit            |                       | 4 dicembre 1958  |                 |
| 11 | School Play                 |                       | 11 dicembre 1958 |                 |
| 12 | The Visiting Aunts          |                       | 18 dicembre 1958 |                 |
| 13 | Happy Weekend               | Gita sul lago         | 25 dicembre 1958 |                 |
| 14 | Wally's Present             |                       | 1º gennaio 1959  |                 |
| 15 | The Grass Is Always Greener |                       | 8 gennaio 1959   |                 |
| 16 | The Boat Builders           | La barca esquimese    | 15 gennaio 1959  |                 |
| 17 | Beaver Plays Hooky          | Intervista a sorpresa | 22 gennaio 1959  |                 |
| 18 | The Garage Painters         |                       | 29 gennaio 1959  |                 |
| 19 | Wally's Pug Nose            |                       | 5 febbraio 1959  |                 |
| 20 | Beaver's Pigeons            |                       | 12 febbraio 1959 |                 |
| 21 | The Tooth                   | Il mal di denti       | 19 febbraio 1959 |                 |
| 22 | Beaver Gets Adopted         |                       | 26 febbraio 1959 |                 |
| 23 | The Haunted House           |                       | 5 marzo 1959     |                 |
| 24 | The Bus Ride                |                       | 12 marzo 1959    |                 |
| 25 | Beaver and Gilbert          |                       | 19 marzo 1959    |                 |
| 26 | Price of Fame               |                       | 26 marzo 1959    |                 |
| 27 | A Horse Named Nick          |                       | 2 aprile 1959    |                 |
| 28 | Beaver's Hero               |                       | 9 aprile 1959    |                 |
| 29 | Beaver Says Good-bye        |                       | 16 aprile 1959   |                 |
| 30 | Beaver's Newspaper          |                       | 23 aprile 1959   |                 |
| 31 | Beaver's Sweater            |                       | 30 aprile 1959   |                 |
| 32 | Friendship                  |                       | 7 maggio 1959    |                 |
| 33 | Dance Contest               |                       | 14 maggio 1959   |                 |
| 34 | Wally's Haircomb            |                       | 21 maggio 1959   |                 |
| 35 | The Cookie Fund             |                       | 28 maggio 1959   |                 |
| 36 | Forgotten Party             |                       | 4 giugno 1959    |                 |
| 37 | Beaver the Athlete          |                       | 11 giugno 1959   |                 |
| 38 | Found Money                 |                       | 18 giugno 1959   |                 |
| 39 | Most Interesting Character  |                       | 25 giugno 1959   |                 |